# Fruitdale (Dacota do Sul)
Fruitdale é uma cidade  localizada no estado norte-americano de Dacota do Sul, no Condado de Butte.

## Demografia
Segundo o censo norte-americano de 2000, a sua população era de 62 habitantes.
Em 2006, foi estimada uma população de 63, um aumento de 1 (1.6%).

## Geografia
De acordo com o United States Census Bureau tem uma área de
0,8 km², dos quais 0,8 km² cobertos por terra e 0,0 km² cobertos por água. Fruitdale localiza-se a aproximadamente 899 m acima do nível do mar.

## Localidades na vizinhança
O diagrama seguinte representa as localidades num raio de 24 km ao redor de Fruitdale.